# U 853
U 853 war ein U-Boot der ehemaligen deutschen Kriegsmarine vom Typ IX C/40, das im Zweiten Weltkrieg eingesetzt wurde. Auf seiner dritten und letzten Feindfahrt versenkte es vor der Atlantikküste der USA ein Kriegsschiff und – als letztes von der Kriegsmarine versenktes US-amerikanisches Schiff am 5. Mai 1945 – ein Handelsschiff, wobei insgesamt 61 Menschen starben. Am 6. Mai 1945 wurde es vor Rhode Island versenkt, wobei alle 55 Mann an Bord starben, und war mit U 881 das letzte durch Feindeinwirkung im Zweiten Weltkrieg versenkte deutsche U-Boot.

## Geschichte

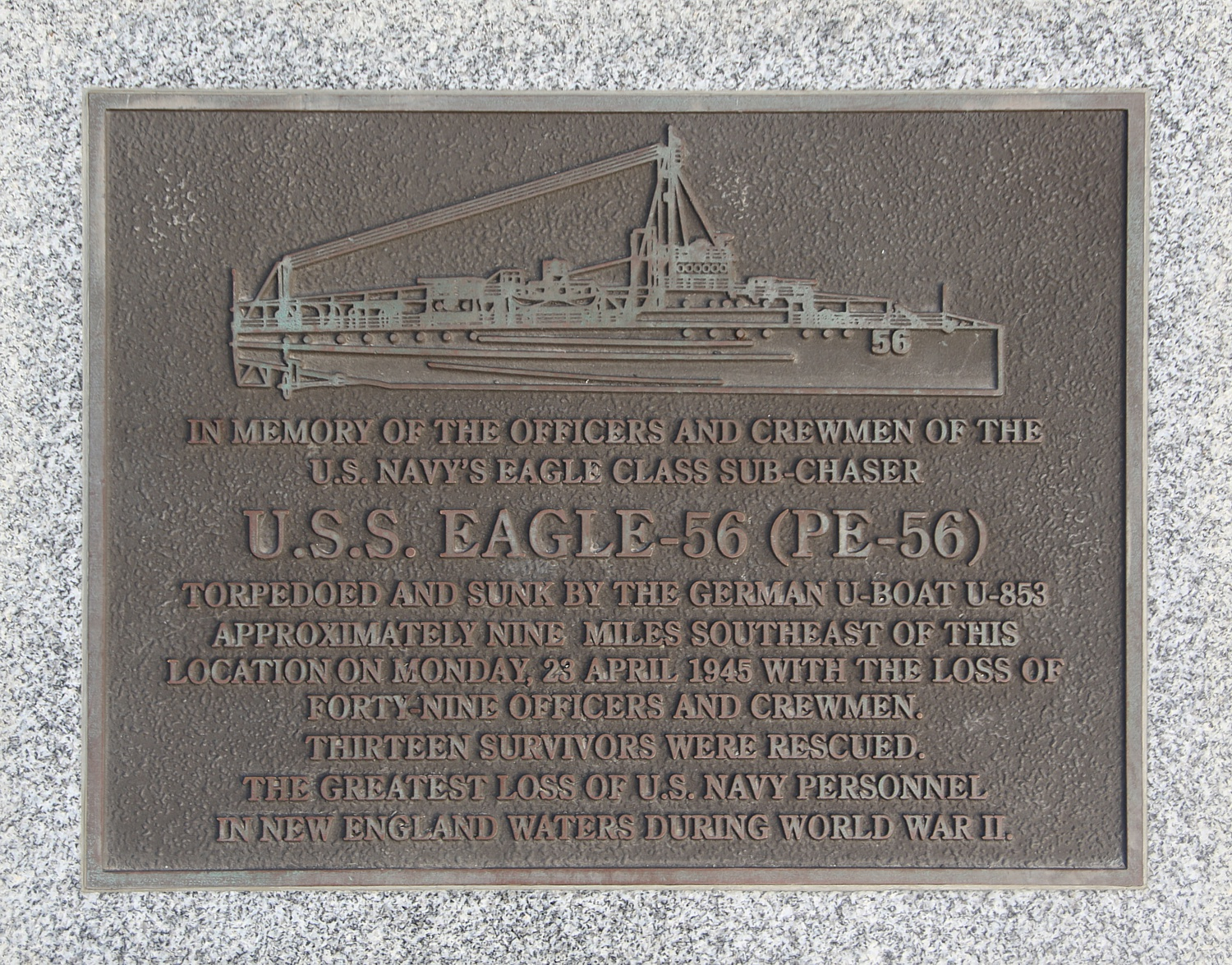
Erwähnung der U-853 auf einer Gedenkplatte in Portland, Maine, USA

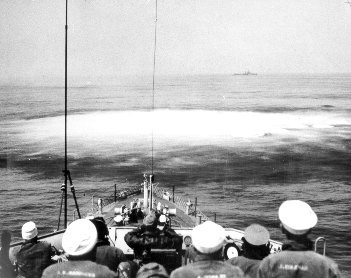
Angriff auf U 853 am 6. Mai 1945

Es wurde am 21. August 1942 auf der Werft AG Weser in Bremen auf Kiel gelegt und am 25. Juni 1943 in Dienst gestellt. Der letzte Kommandant des Bootes war Oblt. Helmut Frömsdorf.
Bei seiner zweiten Fahrt, jetzt bei der 10. U-Flottille, fuhr U 853 ab April 1944 als Wetterboot im Nordatlantik und führte darüber hinaus erfolglos Angriffe auf Schiffe durch, die innerhalb von Nordmeergeleitzügen den Atlantik zu überqueren versuchten. Dabei konnte U 853 (unter Kptlt. Sommer) am 25. Mai 1944 Angriffe mit Raketen von drei Fairey Swordfish der MAC-Schiffe Ancylus und Empire MacKendrick abwehren und entkommen.
Am 17. Juni wurde es bei derselben Einsatzfahrt von Flugzeugen des US-Geleitträgers Croatan angegriffen, konnte ihnen aber entkommen.
Während der letzten Einsatzfahrt als Frontboot der 33. U-Flottille torpedierte U 853 im Golf von Maine am 5. April 1945 den amerikanischen Tanker Atlantic States (8537 BRT) und versenkte am 23. April den U-Jäger USS Eagle 56 (PE-56) (Lage).
Am 5. Mai 1945 versenkte U 853 vor Block Island den amerikanischen Kohlefrachter Black Point (5353 BRT) (Lage); dies war die letzte Versenkung durch ein deutsches U-Boot vor Amerika.
Im Laufe des 6. Mai 1945 wurde U 853 vor Rhode Island bei den Koordinaten 41° 13′ N, 71° 27′ W durch Wasserbomben des amerikanischen Geleitzerstörers USS Atherton und der amerikanischen Fregatte USS Moberly sowie der US-Militärluftschiffe K-16 und K-58 versenkt, wobei die gesamte Besatzung von 55 Mann im Boot den Tod fand. Geborgen wurden kurz nach dem Sinken nur eine einzige Leiche, die Marinetaucher aus dem Turm an die Oberfläche brachten, sowie ein Skelett, das nach Intervention der deutschen Regierung auf dem Marinefriedhof in Newport bestattet wurde.